# Table des Marchand

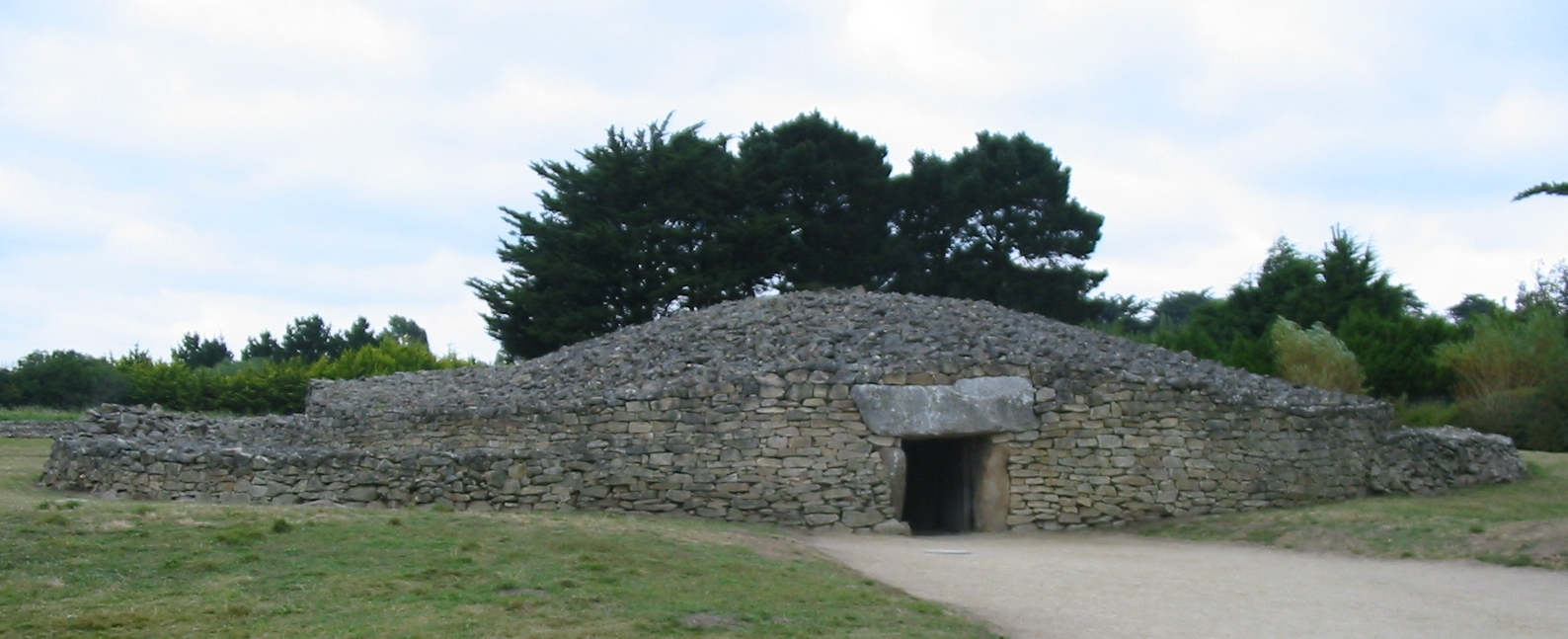
Table des Marchand

Table des Marchand (bret. An Daol Varchant) – neolityczny grobowiec znajdujący się w Locmariaquer we francuskiej Bretanii, w departamencie Morbihan. Od 1889 roku wpisany na listę zabytków monument historique.
Wzniesiony na początku IV tysiąclecia p.n.e. grobowiec, wysoki na 6 metrów, ma kształt owalu o wymiarach 30×25 m. Otoczony jest z zewnątrz dwoma murami o średnicy 18 i 20 m. Otwór wejściowy o wysokości 1,30 m, zorientowany w kierunku południowo-wschodnim, prowadzi długim na 7 metrów korytarzem do komory grobowej. Komora, o wymiarach 3,50×3 m i wysoka na 2,40 m, nakryta jest wielkim kamieniem stropowym o wymiarach 6,50×4 m i wadze 40 ton. Konstrukcja została wzniesiona z granitu. Wyjątkiem jest tylna ściana komory grobowej, wykonana ze sprowadzonego z odległości ponad 50 kilometrów piaskowca, ozdobiona 53 łukowatymi rytami ułożonymi w dwa przeciwległe panele.
Od czasów rzymskich grobowiec wykorzystywany był jako źródło budulca i w przeciągu wieków został w większości rozebrany. Swój obecny wygląd zawdzięcza dokonanej w 1991 roku rekonstrukcji. Pierwsze prace archeologiczne na stanowisku przeprowadzono już w 1814 roku, następne w 1883 roku i w latach 80. XX wieku.